# Microdrosophila latifrons
Microdrosophila latifrons är en tvåvingeart som beskrevs av Toyohi Okada 1965. Microdrosophila latifrons ingår i släktet Microdrosophila och familjen daggflugor. Inga underarter finns listade i Catalogue of Life.